# Liste des monuments historiques de Saône-et-Loire (A-L)
Cet article recense une partie des monuments historiques de Saône-et-Loire, en France.
Pour des raisons de taille, la liste est découpée en deux. Cette partie regroupe les communes débutant de M à Z. Pour les autres, voir la liste des monuments historiques de Saône-et-Loire (M-Z).
- Haut – A
- B
- C
- D
- E
- F
- G
- H
- I
- J
- K
- L
- M
- N
- O
- P
- Q
- R
- S
- T
- U
- V
- W
- X
- Y
- Z

## Liste
| Monument                                                  | Commune                   | Adresse                                                  | Coordonnées                                              | Notice                                                   | Protection                                               | Date                                                     | Illustration                                              |
| --------------------------------------------------------- | ------------------------- | -------------------------------------------------------- | -------------------------------------------------------- | -------------------------------------------------------- | -------------------------------------------------------- | -------------------------------------------------------- | --------------------------------------------------------- |
| Château d'Allerey                                         | Allerey-sur-Saône         |                                                          | 46° 54′ 22″ nord, 4° 59′ 05″ est                         | « PA71000047 »                                           | Inscrit                                                  | 2008                                                     | Château d'Allerey                                         |
| Église de la Nativité d'Allerey-sur-Saône                 | Allerey-sur-Saône         |                                                          | 46° 31′ 50″ nord, 4° 41′ 31″ est                         | « PA00113066 »                                           | Classé                                                   | 2001                                                     | Église de la Nativité d'Allerey-sur-Saône                 |
| Chapelle du cimetière d'Amanzé                            | Amanzé                    |                                                          | 46° 19′ 52″ nord, 4° 14′ 27″ est                         | « PA00113067 »                                           | Inscrit                                                  | 1950                                                     | Chapelle du cimetière d'Amanzé                            |
| Château d'Amanzé                                          | Amanzé                    |                                                          | 46° 19′ 55″ nord, 4° 14′ 29″ est                         | « PA00113068 »                                           | Inscrit                                                  | 1968                                                     | Château d'Amanzé                                          |
| Église Notre-Dame-de-l'Assomption d'Ameugny               | Ameugny                   |                                                          | 46° 31′ 34″ nord, 4° 40′ 40″ est                         | « PA00113069 »                                           | Classé                                                   | 1913                                                     | Église Notre-Dame-de-l'Assomption d'Ameugny               |
| Église Notre-Dame-de-l'Assomption d'Anzy-le-Duc           | Anzy-le-Duc               |                                                          | 46° 19′ 16″ nord, 4° 03′ 44″ est                         | « PA00113071 »                                           | Classé                                                   | 1851                                                     | Église Notre-Dame-de-l'Assomption d'Anzy-le-Duc           |
| Prieuré d'Anzy-le-Duc                                     | Anzy-le-Duc               |                                                          | 46° 19′ 14″ nord, 4° 03′ 43″ est                         | « PA00113070 »                                           | Classé                                                   | 1922 1992                                                | Prieuré d'Anzy-le-Duc                                     |
|                                                           | Autun                     | Voir Liste des monuments historiques d'Autun             | Voir Liste des monuments historiques d'Autun             | Voir Liste des monuments historiques d'Autun             | Voir Liste des monuments historiques d'Autun             | Voir Liste des monuments historiques d'Autun             | Voir Liste des monuments historiques d'Autun              |
| Église Saint-Pierre d'Auxy                                | Auxy                      |                                                          | 46° 56′ 58″ nord, 4° 24′ 14″ est                         | « PA00113105 »                                           | Inscrit                                                  | 1976                                                     | Église Saint-Pierre d'Auxy                                |
| Maison Guitry                                             | Azé                       | La Bouzolle                                              | 46° 26′ 23″ nord, 4° 44′ 52″ est                         | « PA71000063 »                                           | Inscrit                                                  | 2013                                                     | Image manquante Téléverser                                |
| Vestiges gallo-romains de Ballore                         | Ballore                   | Paquier de Valendon                                      | 46° 31′ 38″ nord, 4° 23′ 21″ est                         | « PA00113106 »                                           | Classé                                                   | 1943                                                     | Image manquante Téléverser                                |
| Église Saint-Jean-l'Évangéliste de Barizey                | Barizey                   |                                                          | 46° 47′ 20″ nord, 4° 40′ 35″ est                         | « PA00113107 »                                           | Classé                                                   | 1976                                                     | Église Saint-Jean-l'Évangéliste de Barizey                |
| Presbytère de Barizey                                     | Barizey                   |                                                          | 46° 47′ 20″ nord, 4° 40′ 36″ est                         | « PA00113108 »                                           | Inscrit                                                  | 1976                                                     | Presbytère de Barizey                                     |
| Ferme bressanne de Tenarre                                | Baudrières                | Tenarre                                                  | 46° 39′ 16″ nord, 4° 58′ 45″ est                         | « PA00113536 »                                           | Inscrit                                                  | 1990                                                     | Ferme bressanne de Tenarre                                |
| Église Saint-Pons de Baugy                                | Baugy                     |                                                          | 46° 17′ 50″ nord, 4° 01′ 39″ est                         | « PA00113109 »                                           | Classé                                                   | 1913                                                     | Église Saint-Pons de Baugy                                |
| Château et chapelle de Corcheval                          | Beaubery                  |                                                          | 46° 25′ 17″ nord, 4° 24′ 26″ est                         | « PA00113110 »                                           | Inscrit                                                  | 1975                                                     | Château et chapelle de Corcheval                          |
| Église de l'Assomption de Beaumont-sur-Grosne             | Beaumont-sur-Grosne       |                                                          | 46° 39′ 57″ nord, 4° 51′ 38″ est                         | « PA00113111 »                                           | Inscrit                                                  | 1986                                                     | Église de l'Assomption de Beaumont-sur-Grosne             |
| Château de Beaurepaire-en-Bresse                          | Beaurepaire-en-Bresse     |                                                          | 46° 40′ 02″ nord, 5° 22′ 57″ est                         | « PA71000004 »                                           | Inscrit                                                  | 1997                                                     | Château de Beaurepaire-en-Bresse                          |
| Église Saint-Loup de Bergesserin                          | Bergesserin               |                                                          | 46° 24′ 05″ nord, 4° 33′ 44″ est                         | « PA00113112 »                                           | Classé                                                   | 1945                                                     | Église Saint-Loup de Bergesserin                          |
| Château de Berzé                                          | Berzé-le-Châtel           |                                                          | 46° 23′ 06″ nord, 4° 41′ 19″ est                         | « PA00113115 »                                           | Classé                                                   | 1983                                                     | Château de Berzé                                          |
| Chapelle des moines de Berzé-la-Ville                     | Berzé-la-Ville            |                                                          | 46° 21′ 49″ nord, 4° 42′ 02″ est                         | « PA00113113 »                                           | Classé                                                   | 1893                                                     | Chapelle des moines de Berzé-la-Ville                     |
| Église de la Purification-de-la-Vierge de Berzé-la-Ville  | Berzé-la-Ville            |                                                          | 46° 21′ 47″ nord, 4° 42′ 18″ est                         | « PA00125326 »                                           | Inscrit                                                  | 1993                                                     | Église de la Purification-de-la-Vierge de Berzé-la-Ville  |
| Fours à plâtre de Berzé-la-Ville                          | Berzé-la-Ville            |                                                          | 46° 21′ 54″ nord, 4° 42′ 20″ est                         | « PA00132545 »                                           | Inscrit                                                  | 1994                                                     | Fours à plâtre de Berzé-la-Ville                          |
| Grotte des Furtins                                        | Berzé-la-Ville            |                                                          | 46° 22′ 03″ nord, 4° 41′ 43″ est                         | « PA00113114 »                                           | Classé                                                   | 1947                                                     | Grotte des Furtins                                        |
| Château de Bissy-sur-Fley                                 | Bissy-sur-Fley            |                                                          | 46° 39′ 48″ nord, 4° 37′ 19″ est                         | « PA00113117 »                                           | Inscrit                                                  | 1932                                                     | Château de Bissy-sur-Fley                                 |
| Église de la Nativité-de-la-Vierge de Bissy-sur-Fley      | Bissy-sur-Fley            |                                                          | 46° 39′ 47″ nord, 4° 37′ 16″ est                         | « PA00113118 »                                           | Inscrit                                                  | 1971                                                     | Église de la Nativité-de-la-Vierge de Bissy-sur-Fley      |
| Église Saint-Cyr-et-Sainte-Julitte de Bissy-la-Mâconnaise | Bissy-la-Mâconnaise       |                                                          | 46° 28′ 51″ nord, 4° 47′ 16″ est                         | « PA00113116 »                                           | Classé                                                   | 1961                                                     | Église Saint-Cyr-et-Sainte-Julitte de Bissy-la-Mâconnaise |
| Église et prieuré Saint-Martin de Blanot                  | Blanot                    |                                                          | 46° 28′ 26″ nord, 4° 44′ 06″ est                         | « PA00113119 »                                           | Inscrit Classé                                           | 1925 1929                                                | Église et prieuré Saint-Martin de Blanot                  |
| Château du Plessis                                        | Blanzy                    |                                                          | 46° 40′ 43″ nord, 4° 24′ 04″ est                         | « PA00125327 »                                           | Inscrit                                                  | 1993                                                     | Château du Plessis                                        |
| Église Notre-Dame-de-la-Nativité de Bois-Sainte-Marie     | Bois-Sainte-Marie         |                                                          | 46° 19′ 47″ nord, 4° 21′ 18″ est                         | « PA00113120 »                                           | Classé                                                   | 1862                                                     | Église Notre-Dame-de-la-Nativité de Bois-Sainte-Marie     |
| Château de Besanceuil                                     | Bonnay                    |                                                          | 46° 32′ 47″ nord, 4° 36′ 22″ est                         | « PA71000048 »                                           | Inscrit                                                  | 2008                                                     | Château de Besanceuil                                     |
| Croix Blanche de Bonnay                                   | Bonnay                    | C.V.O. 6                                                 | 46° 33′ 07″ nord, 4° 36′ 51″ est                         | « PA00113121 »                                           | Classé                                                   | 1991                                                     | Image manquante Téléverser                                |
| Église Saint-Pierre de Besanceuil                         | Bonnay                    |                                                          | 46° 32′ 48″ nord, 4° 36′ 23″ est                         | « PA00113122 »                                           | Inscrit                                                  | 1950                                                     | Église Saint-Pierre de Besanceuil                         |
| Église Saint-Hippolyte de Bonnay                          | Bonnay                    |                                                          | 46° 33′ 03″ nord, 4° 37′ 18″ est                         | « PA00113123 »                                           | Classé                                                   | 1913                                                     | Église Saint-Hippolyte de Bonnay                          |
| Château du Vignault                                       | Bourbon-Lancy             |                                                          | 46° 36′ 02″ nord, 3° 45′ 45″ est                         | « PA00113124 »                                           | Inscrit                                                  | 1978                                                     | Château du Vignault                                       |
| Église Saint-Nazaire de Bourbon-Lancy                     | Bourbon-Lancy             |                                                          | 46° 37′ 10″ nord, 3° 46′ 30″ est                         | « PA00113125 »                                           | Classé                                                   | 1893                                                     | Église Saint-Nazaire de Bourbon-Lancy                     |
| Maison Sévigné                                            | Bourbon-Lancy             | Rue de l'Horloge                                         | 46° 37′ 08″ nord, 3° 46′ 23″ est                         | « PA00113126 »                                           | Classé                                                   | 1921                                                     | Maison Sévigné                                            |
| Remparts de Bourbon-Lancy                                 | Bourbon-Lancy             |                                                          | 46° 37′ 06″ nord, 3° 46′ 25″ est                         | « PA00113127 »                                           | Inscrit                                                  | 1934                                                     | Remparts de Bourbon-Lancy                                 |
| Tour du beffroi                                           | Bourbon-Lancy             |                                                          | 46° 37′ 08″ nord, 3° 46′ 21″ est                         | « PA00113128 »                                           | Classé                                                   | 1921                                                     | Tour du beffroi                                           |
| Château de Corcelle                                       | Bourgvilain               |                                                          | 46° 21′ 47″ nord, 4° 38′ 21″ est                         | « PA00113129 »                                           | Inscrit                                                  | 1976                                                     | Château de Corcelle                                       |
| Camp romain de la Montagne de l'Hermitage                 | Bouzeron                  |                                                          | 46° 53′ 09″ nord, 4° 42′ 46″ est                         | « PA00113130 »                                           | Classé                                                   | 1921                                                     | Image manquante Téléverser                                |
| Pierre Fiche                                              | Boyer                     |                                                          | 46° 35′ 32″ nord, 4° 54′ 55″ est                         | « PA00113131 »                                           | Classé                                                   | 1923                                                     | Image manquante Téléverser                                |
| Église Saint-Quentin de Bray                              | Bray                      |                                                          | 46° 30′ 13″ nord, 4° 43′ 15″ est                         | « PA00113132 »                                           | Inscrit                                                  | 1932                                                     | Église Saint-Quentin de Bray                              |
| Château de Bresse-sur-Grosne                              | Bresse-sur-Grosne         |                                                          | 46° 35′ 33″ nord, 4° 44′ 28″ est                         | « PA00113133 »                                           | Inscrit                                                  | 1983                                                     | Château de Bresse-sur-Grosne                              |
| Borne-colonne de Brienne                                  | Brienne                   | RD 971 Route de Tournus à Louhans                        | 46° 33′ 45″ nord, 5° 00′ 54″ est                         | « PA00113134 »                                           | Inscrit                                                  | 1939                                                     | Borne-colonne de Brienne                                  |
| Chalets de Mont-d'Arnaud                                  | Broye                     |                                                          | 46° 52′ 56″ nord, 4° 17′ 48″ est                         | « PA00113135 »                                           | Inscrit                                                  | 1986                                                     | Image manquante Téléverser                                |
| Château de Montjeu                                        | Broye                     |                                                          | 46° 54′ 09″ nord, 4° 17′ 03″ est                         | « PA00113136 »                                           | Inscrit Classé                                           | 1929 1958                                                | Château de Montjeu                                        |
| Menhir de Charmeau                                        | Broye                     | L'Ouche-à-l'Hôte                                         | 46° 52′ 06″ nord, 4° 18′ 21″ est                         | « PA00113137 »                                           | Classé                                                   | 1914                                                     | Menhir de Charmeau                                        |
| Monolithes de Broye                                       | Broye                     | Les Quatre-Saints Chapey                                 | 46° 52′ 39″ nord, 4° 20′ 19″ est                         | « PA00113138 »                                           | Inscrit                                                  | 1953                                                     | Image manquante Téléverser                                |
| Église Saint-Jean-Baptiste de Burgy                       | Burgy                     |                                                          | 46° 27′ 51″ nord, 4° 50′ 07″ est                         | « PA00113139 »                                           | Classé                                                   | 1979                                                     | Église Saint-Jean-Baptiste de Burgy                       |
| Niche abritant une Pietà                                  | Burgy                     |                                                          | 46° 27′ 48″ nord, 4° 49′ 55″ est                         | « PA00113140 »                                           | Inscrit                                                  | 1932                                                     | Niche abritant une Pietà                                  |
| Église Saint-Nizier de Burnand                            | Burnand                   |                                                          | 46° 35′ 41″ nord, 4° 37′ 44″ est                         | « PA00132941 »                                           | Classé                                                   | 1994                                                     | Image manquante Téléverser                                |
| Camp retranché à éperon barré de Bussières                | Bussières                 | En Monsard                                               | 46° 20′ 37″ nord, 4° 42′ 28″ est                         | « PA00113141 »                                           | Classé                                                   | 1973                                                     | Camp retranché à éperon barré de Bussières                |
| Château des Essertaux                                     | Bussières                 | Les Esserteaux                                           | 46° 19′ 46″ nord, 4° 42′ 38″ est                         | « PA00113559 »                                           | Inscrit                                                  | 1992                                                     | Château des Essertaux                                     |
| Église de la Conversion-de-Saint-Paul de Bussières        | Bussières                 |                                                          | 46° 20′ 19″ nord, 4° 42′ 04″ est                         | « PA00113142 »                                           | Classé                                                   | 1933                                                     | Église de la Conversion-de-Saint-Paul de Bussières        |
| Église Saint-Germain de Buxy                              | Buxy                      |                                                          | 46° 42′ 49″ nord, 4° 41′ 43″ est                         | « PA00113143 »                                           | Inscrit                                                  | 1943                                                     | Église Saint-Germain de Buxy                              |
| Borne armoriée du Bois-Rondot                             | Chagny                    | Le Bois-Rondot                                           | 46° 53′ 14″ nord, 4° 45′ 12″ est                         | « PA00113144 »                                           | Classé                                                   | 1921                                                     | Image manquante Téléverser                                |
| Borne-colonne de Chagny                                   | Chagny                    | 3 rue Léon Saccard                                       | 46° 54′ 19″ nord, 4° 45′ 09″ est                         | « PA00113145 »                                           | Inscrit                                                  | 1939                                                     | Image manquante Téléverser                                |
| Croix du château de Bellecroix                            | Chagny                    | Chemin de Bellecroix                                     | 46° 53′ 52″ nord, 4° 45′ 52″ est                         | « PA71000005 »                                           | Inscrit                                                  | 1997                                                     | Image manquante Téléverser                                |
| Église Saint-Martin de Chagny                             | Chagny                    |                                                          | 46° 54′ 43″ nord, 4° 45′ 08″ est                         | « PA00113146 »                                           | Classé Inscrit                                           | 1932 2010                                                | Église Saint-Martin de Chagny                             |
| Apothicairerie de l'Hôpital de Chagny                     | Chagny                    | 16 rue de la Boutière                                    | 46° 54′ 36″ nord, 4° 45′ 01″ est                         | « PA71000068 »                                           | Classé                                                   | 2017                                                     | Image manquante Téléverser                                |
| Poste d'aiguillage n°2 de Chagny                          | Chagny                    |                                                          | 46° 54′ 33″ nord, 4° 44′ 47″ est                         | « PA71000094 »                                           | Inscrit                                                  | 2020                                                     | Image manquante Téléverser                                |
|                                                           | Chalon-sur-Saône          | Voir Liste des monuments historiques de Chalon-sur-Saône | Voir Liste des monuments historiques de Chalon-sur-Saône | Voir Liste des monuments historiques de Chalon-sur-Saône | Voir Liste des monuments historiques de Chalon-sur-Saône | Voir Liste des monuments historiques de Chalon-sur-Saône | Voir Liste des monuments historiques de Chalon-sur-Saône  |
| Château de Chamilly                                       | Chamilly                  |                                                          | 46° 52′ 11″ nord, 4° 41′ 15″ est                         | « PA71000074 »                                           | Inscrit                                                  | 2015                                                     | Château de Chamilly                                       |
| Église Saint-Pierre-et-Saint-Paul de Chamilly             | Chamilly                  |                                                          | 46° 52′ 05″ nord, 4° 41′ 03″ est                         | « PA00113184 »                                           | Inscrit                                                  | 1972                                                     | Église Saint-Pierre-et-Saint-Paul de Chamilly             |
| Château du Brouchy                                        | Champagnat                |                                                          | 46° 28′ 40″ nord, 5° 21′ 59″ est                         | « PA00113544 »                                           | Classé Inscrit                                           | 1992                                                     | Image manquante Téléverser                                |
| Donjon de Montessus                                       | Changy                    | R.D. 10                                                  | 46° 25′ 24″ nord, 4° 15′ 13″ est                         | « PA71000036 »                                           | Classé                                                   | 2006                                                     | Donjon de Montessus                                       |
| Église de la Conversion-de-Saint-Paul de Changy           | Changy                    |                                                          | 46° 24′ 51″ nord, 4° 14′ 10″ est                         | « PA00113185 »                                           | Inscrit                                                  | 1971                                                     | Église de la Conversion-de-Saint-Paul de Changy           |
| Église Notre-Dame de Lancharre                            | Chapaize                  |                                                          | 46° 33′ 51″ nord, 4° 45′ 21″ est                         | « PA00113187 »                                           | Classé                                                   | 1930                                                     | Église Notre-Dame de Lancharre                            |
| Église Saint-Martin de Chapaize                           | Chapaize                  |                                                          | 46° 33′ 24″ nord, 4° 44′ 13″ est                         | « PA00113186 »                                           | Classé                                                   | 1862                                                     | Église Saint-Martin de Chapaize                           |
| Presbytère de Chapaize                                    | Chapaize                  |                                                          | 46° 33′ 25″ nord, 4° 44′ 17″ est                         | « PA00113188 »                                           | Inscrit                                                  | 1941                                                     | Presbytère de Chapaize                                    |
| Tuilerie de Chapaize                                      | Chapaize                  | croisement de D 314 bis et D 215                         | 46° 34′ 05″ nord, 4° 44′ 52″ est                         | « PA00113189 »                                           | Inscrit                                                  | 1947                                                     | Tuilerie de Chapaize                                      |
| Château de La Chapelle-de-Bragny                          | La Chapelle-de-Bragny     |                                                          | 46° 37′ 58″ nord, 4° 46′ 16″ est                         | « PA00113190 »                                           | Inscrit Classé                                           | 1974                                                     | Château de La Chapelle-de-Bragny                          |
| Château de Nobles                                         | La Chapelle-sous-Brancion |                                                          | 46° 32′ 29″ nord, 4° 47′ 09″ est                         | « PA00113191 »                                           | Inscrit                                                  | 1946                                                     | Château de Nobles                                         |
| Église Notre-Dame de La Chapelle-sous-Brancion            | La Chapelle-sous-Brancion |                                                          | 46° 33′ 04″ nord, 4° 47′ 32″ est                         | « PA00113192 »                                           | Inscrit                                                  | 1948                                                     | Église Notre-Dame de La Chapelle-sous-Brancion            |
| Pierre Levée du champ de la Fa                            | La Chapelle-sous-Brancion | Embouche-de-Pierre-Levée                                 | 46° 32′ 34″ nord, 4° 46′ 55″ est                         | « PA00113193 »                                           | Classé                                                   | 1911                                                     | Pierre Levée du champ de la Fa                            |
| Pierre de Matafin                                         | Chardonnay                |                                                          | 46° 30′ 14″ nord, 4° 51′ 15″ est                         | « PA00113194 »                                           | Classé                                                   | 1934                                                     | Pierre de Matafin                                         |
| Château de Varennes et domaine                            | Charette-Varennes         |                                                          | 46° 55′ 13″ nord, 5° 10′ 44″ est                         | « PA71000095 »                                           | Inscrit                                                  | 2021                                                     | Château de Varennes et domaine                            |
| Borne armoriée de La Charmée                              | La Charmée                | Route de Battrey                                         | 46° 42′ 31″ nord, 4° 48′ 15″ est                         | « PA00113195 »                                           | Classé                                                   | 1927                                                     | Image manquante Téléverser                                |
| Église Saint-Martin de Charmoy                            | Charmoy                   |                                                          | 46° 45′ 22″ nord, 4° 20′ 05″ est                         | « PA00113196 »                                           | Inscrit                                                  | 1971                                                     | Image manquante Téléverser                                |
| Tour du Bost                                              | Charmoy                   |                                                          | 46° 46′ 54″ nord, 4° 20′ 14″ est                         | « PA00135235 »                                           | Classé                                                   | 1997                                                     | Tour du Bost                                              |
| Croix de cimetière de Charnay-lès-Chalon                  | Charnay-lès-Chalon        |                                                          | 46° 56′ 22″ nord, 5° 05′ 35″ est                         | « PA00113197 »                                           | Classé                                                   | 1930                                                     | Croix de cimetière de Charnay-lès-Chalon                  |
| Château de Charles-le-Téméraire                           | Charolles                 |                                                          | 46° 26′ 08″ nord, 4° 16′ 39″ est                         | « PA00113198 »                                           | Inscrit                                                  | 1926                                                     | Château de Charles-le-Téméraire                           |
| Château de Corcelles                                      | Charolles                 |                                                          | 46° 27′ 14″ nord, 4° 16′ 54″ est                         | « PA71000040 »                                           | Inscrit                                                  | 2005                                                     | Château de Corcelles                                      |
| Couvent des Ursulines de Charolles                        | Charolles                 | Place des Halles                                         | 46° 26′ 05″ nord, 4° 16′ 33″ est                         | « PA00113199 »                                           | Inscrit                                                  | 1948                                                     | Couvent des Ursulines de Charolles                        |
| Maison forte de Corcelles                                 | Charolles                 |                                                          | 46° 27′ 10″ nord, 4° 17′ 14″ est                         | « PA00113200 »                                           | Inscrit                                                  | 1976                                                     | Maison forte de Corcelles                                 |
| Prieuré Sainte-Marie-Madeleine de Charolles               | Charolles                 | 4 rue du Prieuré                                         | 46° 25′ 56″ nord, 4° 16′ 46″ est                         | « PA00113201 »                                           | Classé Inscrit                                           | 1987                                                     | Prieuré Sainte-Marie-Madeleine de Charolles               |
| Hôtel de la sous-préfecture de Charolles                  | Charolles                 |                                                          | 46° 25′ 55″ nord, 4° 16′ 38″ est                         | « PA71000090 »                                           | Inscrit                                                  | 2019                                                     | Image manquante Téléverser                                |
| Tour à diamant                                            | Charolles                 |                                                          | 46° 26′ 07″ nord, 4° 16′ 36″ est                         | « PA00113202 »                                           | Inscrit                                                  | 1931                                                     | Tour à diamant                                            |
| Croix de cimetière de Charrecey                           | Charrecey                 |                                                          | 46° 50′ 26″ nord, 4° 40′ 26″ est                         | « PA00113203 »                                           | Classé                                                   | 1927                                                     | Image manquante Téléverser                                |
| Château de Chasselas                                      | Chasselas                 |                                                          | 46° 16′ 29″ nord, 4° 43′ 18″ est                         | « PA00113204 »                                           | Inscrit                                                  | 1979                                                     | Château de Chasselas                                      |
| Camp préhistorique de Chassey-le-Camp                     | Chassey-le-Camp           |                                                          | 46° 53′ 01″ nord, 4° 41′ 21″ est                         | « PA00113205 »                                           | Classé                                                   | 1932                                                     | Camp préhistorique de Chassey-le-Camp                     |
| Château de Chassy                                         | Chassy                    |                                                          | 46° 35′ 06″ nord, 4° 06′ 52″ est                         | « PA00113206 »                                           | Classé                                                   | 2022                                                     | Château de Chassy                                         |
| Église Saint-Pierre-ès-Liens de Chassy                    | Chassy                    |                                                          | 46° 35′ 13″ nord, 4° 06′ 45″ est                         | « PA00113207 »                                           | Inscrit                                                  | 1926                                                     | Église Saint-Pierre-ès-Liens de Chassy                    |
| Château du Banchet                                        | Châteauneuf               |                                                          | 46° 12′ 44″ nord, 4° 15′ 20″ est                         | « PA71000020 »                                           | Inscrit                                                  | 2001                                                     | Château du Banchet                                        |
| Église Saint-Paul de Châteauneuf                          | Châteauneuf               |                                                          | 46° 12′ 45″ nord, 4° 15′ 18″ est                         | « PA00113208 »                                           | Classé                                                   | 1862                                                     | Église Saint-Paul de Châteauneuf                          |
| Chapelle du château de Cruzille                           | Châtenoy-le-Royal         |                                                          | 46° 48′ 16″ nord, 4° 48′ 07″ est                         | « PA71000009 »                                           | Classé                                                   | 2001                                                     | Chapelle du château de Cruzille                           |
| Pont de la Thalie                                         | Châtenoy-le-Royal         | Corcelles                                                | 46° 47′ 30″ nord, 4° 49′ 46″ est                         | « PA00113209 »                                           | Classé                                                   | 1931                                                     | Pont de la Thalie                                         |
| Croix de Créteuil de Chaudenay                            | Chaudenay                 |                                                          | 46° 54′ 38″ nord, 4° 46′ 27″ est                         | « PA00113210 »                                           | Inscrit                                                  | 1927                                                     | Croix de Créteuil de Chaudenay                            |
| Église Saint-Véran de Chaudenay                           | Chaudenay                 |                                                          | 46° 54′ 58″ nord, 4° 47′ 13″ est                         | « PA00113560 »                                           | Inscrit                                                  | 1992                                                     | Église Saint-Véran de Chaudenay                           |
| Croix de cimetière de Chenôves                            | Chenôves                  |                                                          | 46° 40′ 19″ nord, 4° 40′ 10″ est                         | « PA00113211 »                                           | Classé                                                   | 1931                                                     | Croix de cimetière de Chenôves                            |
| Maison Rubat                                              | Chevagny-les-Chevrières   | Rue du Château                                           | 46° 19′ 57″ nord, 4° 46′ 21″ est                         | « PA00113212 »                                           | Inscrit Classé                                           | 1927 1929                                                | Maison Rubat                                              |
| Église Saint-Étienne de Chiddes                           | Chiddes                   |                                                          | 46° 27′ 25″ nord, 4° 30′ 52″ est                         | « PA00113213 »                                           | Inscrit                                                  | 2018                                                     | Église Saint-Étienne de Chiddes                           |
| Église Notre-Dame de Lys                                  | Chissey-lès-Mâcon         |                                                          | 46° 31′ 45″ nord, 4° 43′ 57″ est                         | « PA00113215 »                                           | Inscrit                                                  | 1938                                                     | Église Notre-Dame de Lys                                  |
| Église Saint-Pierre de Chissey-lès-Mâcon                  | Chissey-lès-Mâcon         |                                                          | 46° 31′ 30″ nord, 4° 44′ 33″ est                         | « PA00113214 »                                           | Inscrit Classé                                           | 1927 1935                                                | Église Saint-Pierre de Chissey-lès-Mâcon                  |
| Château de Buis                                           | Chissey-en-Morvan         | Ancienne voie romaine d'Autun à Saulieu                  | 47° 08′ 12″ nord, 4° 12′ 54″ est                         | « PA00113562 »                                           | Inscrit                                                  | 1992                                                     | Image manquante Téléverser                                |
| Château de Chissey-en-Morvan                              | Chissey-en-Morvan         |                                                          | 47° 06′ 55″ nord, 4° 13′ 31″ est                         | « PA71000007 »                                           | Inscrit                                                  | 1997                                                     | Château de Chissey-en-Morvan                              |
| Église Notre-Dame-de-l'Assomption de Ciel                 | Ciel                      |                                                          | 46° 52′ 51″ nord, 5° 02′ 32″ est                         | « PA00113216 »                                           | Inscrit                                                  | 1926                                                     | Église Notre-Dame-de-l'Assomption de Ciel                 |
| Briqueterie des Touillards-Vairet-Baudot                  | Ciry-le-Noble             | R.D. 974                                                 | 46° 35′ 58″ nord, 4° 17′ 24″ est                         | « PA71000049 »                                           | Inscrit                                                  | 2008                                                     | Briqueterie des Touillards-Vairet-Baudot                  |
| Château du Sauvement                                      | Ciry-le-Noble             | Lieu dit Le Sauvement                                    | 46° 35′ 06″ nord, 4° 19′ 48″ est                         | « PA00113558 »                                           | Inscrit                                                  | 1991                                                     | Château du Sauvement                                      |
| Chapelle Sainte-Avoie de La Clayette                      | La Clayette               |                                                          | 46° 17′ 28″ nord, 4° 18′ 35″ est                         | « PA00113217 »                                           | Inscrit                                                  | 1949                                                     | Chapelle Sainte-Avoie de La Clayette                      |
| Château de la Clayette                                    | La Clayette               |                                                          | 46° 17′ 36″ nord, 4° 18′ 22″ est                         | « PA00113218 »                                           | Classé Inscrit                                           | 1946 1950 2002                                           | Château de la Clayette                                    |
| Église Notre-Dame de Clessé                               | Clessé                    |                                                          | 46° 24′ 58″ nord, 4° 48′ 51″ est                         | « PA00113219 »                                           | Inscrit Classé                                           | 1929 1930                                                | Église Notre-Dame de Clessé                               |
| Domaine de la Tuilerie                                    | Clessy                    |                                                          | 46° 33′ 01″ nord, 4° 04′ 16″ est                         | « PA71000098 »                                           | Inscrit                                                  | 2022                                                     | Image manquante Téléverser                                |
|                                                           | Cluny                     | Voir Liste des monuments historiques de Cluny            | Voir Liste des monuments historiques de Cluny            | Voir Liste des monuments historiques de Cluny            | Voir Liste des monuments historiques de Cluny            | Voir Liste des monuments historiques de Cluny            | Voir Liste des monuments historiques de Cluny             |
| Église Saint-Martin de Cordesse                           | Cordesse                  |                                                          | 47° 02′ 19″ nord, 4° 20′ 42″ est                         | « PA00113245 »                                           | Inscrit                                                  | 1926                                                     | Église Saint-Martin de Cordesse                           |
| Château de Cormatin                                       | Cormatin                  |                                                          | 46° 32′ 35″ nord, 4° 41′ 03″ est                         | « PA00113246 »                                           | Classé Inscrit                                           | 1862 1903 2019                                           | Château de Cormatin                                       |
| Église de Chazelles                                       | Cormatin                  |                                                          | 46° 31′ 50″ nord, 4° 41′ 31″ est                         | « PA00113247 »                                           | Inscrit                                                  | 1926                                                     | Église de Chazelles                                       |
| Château de Boutavant                                      | Cortambert                |                                                          | 46° 28′ 21″ nord, 4° 42′ 51″ est                         | « PA71000075 »                                           | Inscrit                                                  | 2015                                                     | Château de Boutavant                                      |
| Château de Couches                                        | Couches                   |                                                          | 46° 51′ 46″ nord, 4° 35′ 14″ est                         | « PA00113248 »                                           | Inscrit                                                  | 1996 2009                                                | Château de Couches                                        |
| Maison des Templiers                                      | Couches                   |                                                          | 46° 52′ 03″ nord, 4° 34′ 39″ est                         | « PA00113249 »                                           | Inscrit                                                  | 1943                                                     | Maison des Templiers                                      |
| Château d'Estours                                         | Crêches-sur-Saône         |                                                          | 46° 14′ 27″ nord, 4° 47′ 24″ est                         | « PA00113250 »                                           | Inscrit                                                  | 2018                                                     | Château d'Estours                                         |
| Château de la Verrerie                                    | Le Creusot                | Rue Jules-Guesde                                         | 46° 48′ 19″ nord, 4° 25′ 24″ est                         | « PA00113251 »                                           | Classé Inscrit                                           | 1984                                                     | Château de la Verrerie                                    |
| Cité ouvrière de la Combe des Mineurs                     | Le Creusot                | 10-30 allée de la Combe des Mineurs                      | 46° 48′ 44″ nord, 4° 25′ 31″ est                         | « PA00113252 »                                           | Inscrit                                                  | 1980                                                     | Cité ouvrière de la Combe des Mineurs                     |
| Usines Schneider                                          | Le Creusot                | Rue de l'Université (anciennement Rue du Guide)          | 46° 48′ 29″ nord, 4° 25′ 26″ est                         | « PA00113253 »                                           | Inscrit                                                  | 1975                                                     | Usines Schneider                                          |
| Château de la Baulme                                      | Cronat                    |                                                          | 46° 43′ 39″ nord, 3° 40′ 44″ est                         | « PA71000010 »                                           | Inscrit                                                  | 1999                                                     | Image manquante Téléverser                                |
| Château de Cruzille                                       | Cruzille                  |                                                          | 46° 30′ 17″ nord, 4° 47′ 33″ est                         | « PA00113254 »                                           | Inscrit                                                  | 1946                                                     | Château de Cruzille                                       |
| Cimetière de Cuiseaux                                     | Cuiseaux                  |                                                          | 46° 29′ 30″ nord, 5° 23′ 29″ est                         | « PA00113255 »                                           | Classé                                                   | 1904                                                     | Cimetière de Cuiseaux                                     |
| Hôtel Nayme                                               | Cuiseaux                  | 60 Rue Édouard Vuillard                                  | 46° 29′ 35″ nord, 5° 23′ 13″ est                         | « PA00113256 »                                           | Inscrit                                                  | 1989                                                     | Hôtel Nayme                                               |
| Remparts de Cuiseaux                                      | Cuiseaux                  | La Porte-du-Verger                                       | 46° 29′ 36″ nord, 5° 23′ 25″ est                         | « PA00113257 »                                           | Inscrit                                                  | 1927                                                     | Remparts de Cuiseaux                                      |
| Château de Cuisery                                        | Cuisery                   |                                                          | 46° 33′ 36″ nord, 5° 00′ 10″ est                         | « PA00113258 »                                           | Classé                                                   | 1937                                                     | Château de Cuisery                                        |
| Église Notre-Dame-de-l'Assomption de Cuisery              | Cuisery                   |                                                          | 46° 33′ 37″ nord, 5° 00′ 09″ est                         | « PA00113259 »                                           | Classé                                                   | 1996                                                     | Église Notre-Dame-de-l'Assomption de Cuisery              |
| Église Saint-Pierre de Cuisery                            | Cuisery                   |                                                          | 46° 33′ 31″ nord, 5° 00′ 02″ est                         | « PA00113260 »                                           | Inscrit                                                  | 1941                                                     | Église Saint-Pierre de Cuisery                            |
| Monument aux morts de Cuisery                             | Cuisery                   |                                                          | 46° 33′ 32″ nord, 5° 00′ 00″ est                         | « PA71000080 »                                           | Inscrit                                                  | 2016                                                     | Monument aux morts de Cuisery                             |
| Château de la Clayette                                    | Curbigny                  |                                                          | 46° 17′ 37″ nord, 4° 18′ 23″ est                         | « PA71000032 »                                           | Classé Inscrit                                           | 1946 1950 2002                                           | Château de la Clayette                                    |
| Château de Drée                                           | Curbigny                  |                                                          | 46° 19′ 15″ nord, 4° 18′ 31″ est                         | « PA00113261 »                                           | Inscrit                                                  | 1959                                                     | Château de Drée                                           |
| Château de Savigny-le-Vieux                               | Curgy                     |                                                          | 47° 00′ 23″ nord, 4° 23′ 52″ est                         | « PA00113537 »                                           | Inscrit                                                  | 1990                                                     | Image manquante Téléverser                                |
| Église Saint-Ferréol de Curgy                             | Curgy                     |                                                          | 46° 59′ 05″ nord, 4° 23′ 01″ est                         | « PA00113262 »                                           | Classé                                                   | 1897                                                     | Église Saint-Ferréol de Curgy                             |
| Église Saint-Pierre de Curtil-sous-Burnand                | Curtil-sous-Burnand       |                                                          | 46° 34′ 55″ nord, 4° 37′ 58″ est                         | « PA00125328 »                                           | Inscrit                                                  | 1993                                                     | Église Saint-Pierre de Curtil-sous-Burnand                |
| Château de Bresse-et-Castille                             | Damerey                   | Impasse du Sentier                                       | 46° 50′ 04″ nord, 4° 59′ 29″ est                         | « PA71000086 »                                           | Inscrit                                                  | 2017                                                     | Image manquante Téléverser                                |
| Borne armoriée de Demigny                                 | Demigny                   | La Mailleroye                                            | 46° 56′ 34″ nord, 4° 52′ 24″ est                         | « PA00113263 »                                           | Classé                                                   | 1927                                                     | Image manquante Téléverser                                |
| Borne de Demigny                                          | Demigny                   | Les Abreuvoirs                                           | 46° 55′ 37″ nord, 4° 52′ 34″ est                         | « PA00113264 »                                           | Classé                                                   | 1927                                                     | Image manquante Téléverser                                |
| Château de Demigny                                        | Demigny                   |                                                          | 46° 55′ 28″ nord, 4° 50′ 29″ est                         | « PA00113265 »                                           | Inscrit                                                  | 1983 2002                                                | Château de Demigny                                        |
| Église Saint-Martial-de-Limoges de Demigny                | Demigny                   |                                                          | 46° 55′ 52″ nord, 4° 50′ 13″ est                         | « PA00113266 »                                           | Inscrit                                                  | 1946                                                     | Église Saint-Martial-de-Limoges de Demigny                |
| Croix de Dezize-lès-Maranges                              | Dezize-lès-Maranges       |                                                          | 46° 54′ 35″ nord, 4° 39′ 14″ est                         | « PA00113267 »                                           | Inscrit                                                  | 1926                                                     | Image manquante Téléverser                                |
| Église Saint-Martin de Dezize-lès-Maranges                | Dezize-lès-Maranges       |                                                          | 46° 54′ 37″ nord, 4° 39′ 25″ est                         | « PA00113268 »                                           | Inscrit                                                  | 1926                                                     | Église Saint-Martin de Dezize-lès-Maranges                |
| Tumuli-dolmens du Mont-de-Senne                           | Dezize-lès-Maranges       | Le Bas-de-la-Chaume-Moyelle                              | 46° 55′ 30″ nord, 4° 39′ 53″ est                         | « PA00113269 »                                           | Classé                                                   | 1912                                                     | Tumuli-dolmens du Mont-de-Senne                           |
| Château d'Audour                                          | Dompierre-les-Ormes       |                                                          | 46° 20′ 23″ nord, 4° 29′ 16″ est                         | « PA00113270 »                                           | Inscrit                                                  | 1971                                                     | Château d'Audour                                          |
| Église Saint-Julien de Donzy-le-Pertuis                   | Donzy-le-Pertuis          |                                                          | 46° 27′ 03″ nord, 4° 43′ 12″ est                         | « PA00113271 »                                           | Inscrit Classé                                           | 1928 1974                                                | Église Saint-Julien de Donzy-le-Pertuis                   |
| Borne armoriée de Dracy-le-Fort                           | Dracy-le-Fort             |                                                          | 46° 47′ 23″ nord, 4° 47′ 21″ est                         | « PA00113272 »                                           | Classé                                                   | 1931                                                     | Image manquante Téléverser                                |
| Château de Dracy-lès-Couches                              | Dracy-lès-Couches         |                                                          | 46° 53′ 26″ nord, 4° 34′ 27″ est                         | « PA71000081 »                                           | Inscrit                                                  | 2016                                                     | Château de Dracy-lès-Couches                              |
| Château de Dracy-Saint-Loup                               | Dracy-Saint-Loup          |                                                          | 47° 00′ 46″ nord, 4° 20′ 05″ est                         | « PA71000056 »                                           | Inscrit                                                  | 2011                                                     | Château de Dracy-Saint-Loup                               |
| Tuilerie Perrusson                                        | Écuisses                  |                                                          | 46° 46′ 08″ nord, 4° 31′ 37″ est                         | « PA71000023 »                                           | Inscrit                                                  | 2001 2007                                                | Tuilerie Perrusson                                        |
| Château de la Motte                                       | Épervans                  |                                                          | 46° 45′ 04″ nord, 4° 54′ 50″ est                         | « PA00135236 »                                           | Inscrit                                                  | 1995                                                     | Image manquante Téléverser                                |
| Puits Hottinguer                                          | Épinac                    |                                                          | 46° 59′ 01″ nord, 4° 31′ 15″ est                         | « PA00113565 »                                           | Classé                                                   | 2022                                                     | Puits Hottinguer                                          |
| Prieuré du Val Saint-Benoit                               | Épinac                    |                                                          | 46° 58′ 09″ nord, 4° 27′ 56″ est                         | « PA00113273 »                                           | Classé                                                   | 1926                                                     | Prieuré du Val Saint-Benoit                               |
| Château de Balleure                                       | Étrigny                   |                                                          | 46° 34′ 42″ nord, 4° 48′ 03″ est                         | « PA00113274 »                                           | Inscrit                                                  | 1941                                                     | Château de Balleure                                       |
| Borne-colonne de Farges-lès-Chalon                        | Farges-lès-Chalon         |                                                          | 46° 49′ 54″ nord, 4° 48′ 19″ est                         | « PA00113275 »                                           | Inscrit                                                  | 1939                                                     | Image manquante Téléverser                                |
| Église Saint-Barthélémy de Farges-lès-Mâcon               | Farges-lès-Mâcon          |                                                          | 46° 30′ 44″ nord, 4° 53′ 55″ est                         | « PA00113276 »                                           | Classé                                                   | 1913                                                     | Église Saint-Barthélémy de Farges-lès-Mâcon               |
| Mairie de Flacey-en-Bresse                                | Flacey-en-Bresse          | Chemin de Louhans à Beaufort                             | 46° 35′ 56″ nord, 5° 23′ 30″ est                         | « PA00113277 »                                           | Inscrit                                                  | 1989                                                     | Mairie de Flacey-en-Bresse                                |
| Château de Marigny                                        | Fleurville                |                                                          | 46° 26′ 38″ nord, 4° 52′ 36″ est                         | « PA00113278 »                                           | Inscrit                                                  | 2022                                                     | Château de Marigny                                        |
| Église Saint-Barthélemy de Fleury-la-Montagne             | Fleury-la-Montagne        |                                                          | 46° 12′ 20″ nord, 4° 07′ 08″ est                         | « PA00113279 »                                           | Inscrit                                                  | 1926                                                     | Église Saint-Barthélemy de Fleury-la-Montagne             |
| Église Saint-Just de Fontaines                            | Fontaines                 |                                                          | 46° 50′ 54″ nord, 4° 46′ 22″ est                         | « PA00113280 »                                           | Inscrit                                                  | 1987                                                     | Église Saint-Just de Fontaines                            |
| Château de Condemène                                      | Fragnes-La Loyère         | La Loyère                                                | 46° 49′ 42″ nord, 4° 50′ 24″ est                         | « PA00113315 »                                           | Inscrit                                                  | 1986                                                     | Image manquante Téléverser                                |
| Croix de La Loyère                                        | Fragnes-La Loyère         | La Loyère, chemin de desserte numéro 5                   | 46° 49′ 42″ nord, 4° 50′ 25″ est                         | « PA00113314 »                                           | Inscrit                                                  | 1986                                                     | Image manquante Téléverser                                |
| Moulin de Clémencey                                       | Frangy-en-Bresse          |                                                          | 46° 43′ 16″ nord, 5° 16′ 47″ est                         | « PA71000096 »                                           | Inscrit                                                  | 2021                                                     | Image manquante Téléverser                                |
| Église de la Conversion-de-Saint-Paul de La Frette        | La Frette                 |                                                          | 46° 38′ 19″ nord, 5° 02′ 52″ est                         | « PA00113281 »                                           | Classé                                                   | 1912                                                     | Église de la Conversion-de-Saint-Paul de La Frette        |
| Château des Crozes                                        | Frontenaud                | Route du Château des Crozes                              | 46° 32′ 31″ nord, 5° 18′ 33″ est                         | « PA71000082 »                                           | Inscrit                                                  | 2016                                                     | Château des Crozes                                        |
| Cimetière de Frontenaud                                   | Frontenaud                |                                                          | 46° 33′ 05″ nord, 5° 17′ 38″ est                         | « PA00113282 »                                           | Classé                                                   | 1927                                                     | Cimetière de Frontenaud                                   |
| Château de Gergy                                          | Gergy                     |                                                          | 46° 52′ 27″ nord, 4° 57′ 03″ est                         | « PA71000024 »                                           | Inscrit                                                  | 2001                                                     | Château de Gergy                                          |
| Église Saint-Germain de Gergy                             | Gergy                     |                                                          | 46° 52′ 41″ nord, 4° 56′ 47″ est                         | « PA00113283 »                                           | Inscrit                                                  | 1937                                                     | Église Saint-Germain de Gergy                             |
| Château de l'Épervière                                    | Gigny-sur-Saône           | Rue du Château                                           | 46° 39′ 16″ nord, 4° 56′ 41″ est                         | « PA00113284 »                                           | Inscrit                                                  | 1976                                                     | Château de l'Épervière                                    |
| Cellier aux Moines                                        | Givry                     |                                                          | 46° 47′ 30″ nord, 4° 44′ 26″ est                         | « PA00113285 »                                           | Inscrit                                                  | 1970                                                     | Image manquante Téléverser                                |
| Croix de Givry                                            | Givry                     | Rue des Vignes Rouges                                    | 46° 46′ 38″ nord, 4° 43′ 36″ est                         | « PA00113286 »                                           | Inscrit                                                  | 1927                                                     | Image manquante Téléverser                                |
| Domaine Besson                                            | Givry                     | 9 rue des Bois-Chevaux                                   | 46° 47′ 02″ nord, 4° 44′ 24″ est                         | « PA71000008 »                                           | Inscrit                                                  | 1997                                                     | Domaine Besson                                            |
| Église Saint-Martin de Cortiambles                        | Givry                     | Rue du Clos Salomon                                      | 46° 46′ 45″ nord, 4° 43′ 50″ est                         | « PA00113288 »                                           | Inscrit                                                  | 1941                                                     | Église Saint-Martin de Cortiambles                        |
| Église Saints-Pierre-et-Paul de Givry                     | Givry                     | Place de l'Église                                        | 46° 46′ 55″ nord, 4° 44′ 45″ est                         | « PA00113287 »                                           | Classé                                                   | 1913                                                     | Église Saints-Pierre-et-Paul de Givry                     |
| Fontaine aux Dauphins                                     | Givry                     |                                                          | 46° 46′ 59″ nord, 4° 44′ 36″ est                         | « PA00113289 »                                           | Classé                                                   | 1931                                                     | Fontaine aux Dauphins                                     |
| Fontaine de 1829                                          | Givry                     | Boulevard de Verdun                                      | 46° 46′ 53″ nord, 4° 44′ 36″ est                         | « PA00113290 »                                           | Inscrit                                                  | 1932                                                     | Fontaine de 1829                                          |
| Halle ronde de Givry                                      | Givry                     | Place de la Halle                                        | 46° 46′ 59″ nord, 4° 44′ 36″ est                         | « PA00113291 »                                           | Classé                                                   | 1931                                                     | Halle ronde de Givry                                      |
| Hôtel de ville de Givry                                   | Givry                     | Rue de l'Hôtel de Ville                                  | 46° 46′ 58″ nord, 4° 44′ 40″ est                         | « PA00113292 »                                           | Classé                                                   | 1931                                                     | Hôtel de ville de Givry                                   |
| Maison-Dieu de Givry                                      | Givry                     |                                                          | 46° 45′ 48″ nord, 4° 44′ 19″ est                         | « PA00113293 »                                           | Classé                                                   | 1921                                                     | Maison-Dieu de Givry                                      |
| Église Notre-Dame-de-l'Assomption de Gourdon              | Gourdon                   | Le bourg                                                 | 46° 38′ 30″ nord, 4° 26′ 48″ est                         | « PA00113294 »                                           | Classé                                                   | 1900                                                     | Église Notre-Dame-de-l'Assomption de Gourdon              |
| Château du Vouchot                                        | La Grande-Verrière        |                                                          | 46° 57′ 56″ nord, 4° 08′ 29″ est                         | « PA00135237 »                                           | Inscrit                                                  | 1995                                                     | Image manquante Téléverser                                |
| Église Saint-Martin de Granges église, croix              | Granges                   |                                                          | 46° 44′ 40″ nord, 4° 43′ 48″ est                         | « PA00113538 »                                           | Inscrit                                                  | 1990                                                     | Église Saint-Martin de Grangeséglise, croix               |
| Église Saint-Martin de Grevilly                           | Grevilly                  |                                                          | 46° 30′ 58″ nord, 4° 49′ 16″ est                         | « PA00113295 »                                           | Inscrit                                                  | 1941                                                     | Église Saint-Martin de Grevilly                           |
| Château de Montperroux                                    | Grury                     |                                                          | 46° 40′ 58″ nord, 3° 56′ 12″ est                         | « PA71000069 »                                           | Inscrit                                                  | 2014                                                     | Château de Montperroux                                    |
| Cinq pavillons Fillod                                     | Gueugnon                  | Rue de la Paix                                           | 46° 36′ 20″ nord, 4° 03′ 33″ est                         | « PA71000076 »                                           | Inscrit                                                  | 2015                                                     | Cinq pavillons Fillod                                     |
| Ensemble industriel d'Hautefond                           | Hautefond                 |                                                          | 46° 26′ 53″ nord, 4° 11′ 07″ est                         | « PA00113563 »                                           | Inscrit                                                  | 1992                                                     | Ensemble industriel d'Hautefond                           |
| Château de Chazoux                                        | Hurigny                   | 1828 route de Mâcon                                      | 46° 20′ 16″ nord, 4° 47′ 48″ est                         | « PA71000099 »                                           | Inscrit                                                  | 2023                                                     | Image manquante Téléverser                                |
| Maison                                                    | Hurigny                   | 247 rue Paul Garon                                       | 46° 20′ 58″ nord, 4° 47′ 46″ est                         | « PA71000088 »                                           | Inscrit                                                  | 2018                                                     | Maison                                                    |
| Chapelle Sainte-Bénédicte de Domange                      | Igé                       |                                                          | 46° 24′ 11″ nord, 4° 44′ 35″ est                         | « PA00113296 »                                           | Classé                                                   | 1938                                                     | Chapelle Sainte-Bénédicte de Domange                      |
| Église Saint-Germain d'Igé                                | Igé                       |                                                          | 46° 23′ 54″ nord, 4° 44′ 32″ est                         | « PA00113555 »                                           | Inscrit                                                  | 1991                                                     | Église Saint-Germain d'Igé                                |
| Église Saint-Marcel d'Iguerande                           | Iguerande                 |                                                          | 46° 12′ 33″ nord, 4° 04′ 40″ est                         | « PA00113297 »                                           | Classé                                                   | 1913                                                     | Église Saint-Marcel d'Iguerande                           |
| Chapelle du Tronchy                                       | Iguerande                 | Rue du Port                                              | 46° 12′ 22″ nord, 4° 04′ 34″ est                         | « PA71000070 »                                           | Inscrit                                                  | 2014                                                     | Chapelle du Tronchy                                       |
| Château de Montrifaud                                     | Issy-l'Évêque             |                                                          | 46° 42′ 31″ nord, 3° 58′ 04″ est                         | « PA00113539 »                                           | Inscrit                                                  | 1990                                                     | Image manquante Téléverser                                |
| Église Saint-Jacques-le-Majeur d'Issy-l'Évêque            | Issy-l'Évêque             |                                                          | 46° 42′ 27″ nord, 3° 58′ 25″ est                         | « PA00113298 »                                           | Classé                                                   | 1912                                                     | Église Saint-Jacques-le-Majeur d'Issy-l'Évêque            |
| Église Saint-Valentin de Jalogny                          | Jalogny                   |                                                          | 46° 25′ 07″ nord, 4° 37′ 56″ est                         | « PA00113299 »                                           | Inscrit                                                  | 1929                                                     | Église Saint-Valentin de Jalogny                          |
| Borne seigneuriale de Jambles                             | Jambles                   |                                                          | 46° 46′ 25″ nord, 4° 42′ 29″ est                         | « PA00113300 »                                           | Classé                                                   | 1927                                                     | Image manquante Téléverser                                |
| Église Saint-Bénigne de Jambles                           | Jambles                   |                                                          | 46° 46′ 21″ nord, 4° 41′ 48″ est                         | « PA00113301 »                                           | Classé                                                   | 1943                                                     | Église Saint-Bénigne de Jambles                           |
| Moulin à vent de Charnailles                              | Jambles                   | En-Renache                                               | 46° 46′ 23″ nord, 4° 42′ 47″ est                         | « PA00113302 »                                           | Inscrit                                                  | 1961                                                     | Moulin à vent de Charnailles                              |
| Ferme-manoir de Juif                                      | Juif                      | La Grosse Grange                                         | 46° 41′ 49″ nord, 5° 09′ 40″ est                         | « PA00113542 »                                           | Classé                                                   | 1994                                                     | Ferme-manoir de Juif                                      |
| Château de Ponneau                                        | Jully-lès-Buxy            |                                                          | 46° 40′ 58″ nord, 4° 44′ 01″ est                         | « PA00135238 »                                           | Inscrit                                                  | 1995                                                     | Image manquante Téléverser                                |
| Nécropole des Près-de-l'Eau                               | Lacrost                   | Pré-l'Eau Au nord de la R.N. 75                          | 46° 33′ 49″ nord, 4° 55′ 33″ est                         | « PA00113303 »                                           | Classé                                                   | 1934                                                     | Nécropole des Près-de-l'Eau                               |
| Chapelle de Lenoux                                        | Laives                    |                                                          | 46° 38′ 32″ nord, 4° 50′ 51″ est                         | « PA00113304 »                                           | Inscrit                                                  | 1996                                                     | Chapelle de Lenoux                                        |
| Château de Sermaizey                                      | Laives                    |                                                          | 46° 38′ 46″ nord, 4° 51′ 11″ est                         | « PA00113306 »                                           | Inscrit                                                  | 1947                                                     | Château de Sermaizey                                      |
| Église Saint-Martin de Laives                             | Laives                    |                                                          | 46° 38′ 20″ nord, 4° 51′ 15″ est                         | « PA00113305 »                                           | Classé                                                   | 1905                                                     | Église Saint-Martin de Laives                             |
| Église Saint-Thibault de Laives                           | Laives                    |                                                          | 46° 38′ 41″ nord, 4° 50′ 48″ est                         | « PA00125329 »                                           | Inscrit                                                  | 1993                                                     | Église Saint-Thibault de Laives                           |
| Porche des Antonins                                       | Laives                    | hameau de Lenoux                                         | 46° 38′ 30″ nord, 4° 50′ 52″ est                         | « PA00113307 »                                           | Inscrit                                                  | 1928                                                     | Porche des Antonins                                       |
| Église Saint-Antoine de Laizé                             | Laizé                     |                                                          | 46° 23′ 42″ nord, 4° 48′ 19″ est                         | « PA00113308 »                                           | Inscrit                                                  | 1926                                                     | Église Saint-Antoine de Laizé                             |
| Château de Chazeu                                         | Laizy                     |                                                          | 46° 53′ 50″ nord, 4° 11′ 53″ est                         | « PA00113309 »                                           | Inscrit                                                  | 1927                                                     | Château de Chazeu                                         |
| Château de Loisy                                          | Loisy                     |                                                          | 46° 34′ 56″ nord, 5° 01′ 49″ est                         | « PA71000041 »                                           | Inscrit                                                  | 2007                                                     | Château de Loisy                                          |
| Croix de cimetière de Longepierre                         | Longepierre               | Rue du Bourg                                             | 46° 56′ 09″ nord, 5° 12′ 33″ est                         | « PA00113311 »                                           | Classé                                                   | 1908                                                     | Image manquante Téléverser                                |
| Hôtel du Commerce                                         | Louhans                   | 10 Grande-Rue                                            | 46° 37′ 45″ nord, 5° 13′ 19″ est                         | « PA00113312 »                                           | Inscrit Classé                                           | 1928 1934                                                | Hôtel du Commerce                                         |
| Hôtel-Dieu de Louhans                                     | Louhans                   |                                                          | 46° 37′ 43″ nord, 5° 13′ 31″ est                         | « PA00113313 »                                           | Classé                                                   | 1964                                                     | Hôtel-Dieu de Louhans                                     |
| Théâtre municipal de Louhans                              | Louhans                   | 88 Grande-Rue                                            | 46° 37′ 45″ nord, 5° 13′ 19″ est                         | « PA71000011 »                                           | Inscrit                                                  | 1999                                                     | Théâtre municipal de Louhans                              |
| Tours Saint-Pierre-et-Saint-Paul                          | Louhans                   |                                                          | 46° 37′ 45″ nord, 5° 13′ 32″ est                         | « PA00135239 »                                           | Inscrit                                                  | 1995                                                     | Tours Saint-Pierre-et-Saint-Paul                          |
| Château de Visigneux                                      | Lucenay-l'Évêque          |                                                          | 47° 05′ 26″ nord, 4° 16′ 09″ est                         | « PA00113540 »                                           | Inscrit                                                  | 1990                                                     | Château de Visigneux                                      |
| Église de la Nativité-de-la-Vierge-Marie de Morey         | Lucenay-l'Évêque          |                                                          | 47° 04′ 58″ nord, 4° 15′ 06″ est                         | « PA00113316 »                                           | Inscrit                                                  | 1987                                                     | Église de la Nativité-de-la-Vierge-Marie de Morey         |
| Château de Lugny                                          | Lugny-lès-Charolles       |                                                          | 46° 24′ 41″ nord, 4° 12′ 40″ est                         | « PA00113318 »                                           | Inscrit                                                  | 1964                                                     | Château de Lugny                                          |
| Croix de Lugny-lès-Charolles                              | Lugny-lès-Charolles       | Place de l'Église                                        | 46° 24′ 38″ nord, 4° 12′ 40″ est                         | « PA00113317 »                                           | Inscrit                                                  | 1950                                                     | Croix de Lugny-lès-Charolles                              |
| Ferme de la Cour Basse                                    | Lux                       |                                                          | 46° 44′ 56″ nord, 4° 51′ 40″ est                         | « PA71000025 »                                           | Inscrit                                                  | 2001                                                     | Ferme de la Cour Basse                                    |